# Kevin Conroy
Kevin Conroy (30 de novembre, 1955 – 10 de Novembre, 2022) fou un actor de teatre, cinema, televisió i veu estatunidenc principalment conegut per la seva interpretació del superheroi Batman a la sèrie de televisió Batman: The Animated Series i posteriors aparicions del personatge a sèries i pel·lícules relacionades. De fet, Conroy va representar el paper més que cap altre actor en els més de 80 anys des de la primera aparició del personatge.

## Primers anys
Conroy nasqué a Westbury, a Nova York, el 30 de novembre de 1955, el més jove de quatre fills. No obstant, l'actor es crià, en part, a l'estat de Connecticut, al poble de Westport.
Quan Conroy voltava els dotze anys, la seva família es va mudar i van haver de canviar el noi d'escola. El problema que trobaren fou que a la zona no hi havia cap escola catòlica, així que Conroy va assistir per primera vegada a un col·legi públic. El gran canvi –el pas d'un ambient estricte i sobri a un de relaxat i liberal– suposà una gran dificultat pel jove, que tingué grans problemes per adaptar-se. Tal era el nivell d'incomoditat de Conroy que diversos professors es plantejaren recomanar educació especial, fins que un dia, a classe d'anglès del que seria l'equivalent de primer d'E.S.O., els encarregaren llegir Juli Cèsar de Shakespeare. A una entrevista de 2020, Conroy descrigué aquest moment com un abans i un després: tot i no haver tingut cap contacte amb el teatre abans d'aquest moment, el noi s'enamorà de la obra. L'endemà, Conroy parlà tan apassionadament del text que la professora el convidà a una classe d'anglès avançada per discutir-lo més; a aquella sessió, la professora quedà tan impressionada que insistí en canviar a Conroy de classes (l'incrigué a classes avançades) i en que el noi participés a l'obra de teatre organitzada a l'escola. Conroy acceptà, i va acabar tenint el paper protagonista a la representació. D'aquell moment en endavant, Conroy trobà consol i passió al teatre.
A diverses entrevistes, Conroy descrigué la seva infantesa com a complicada: no només era Conroy un jove gay criant-se als anys 60 a una família catòlica (d'origen irlandés), sinó que l'alcoholisme que afligia el seu pare acabà fent que la seva mare els deixés quan ell tenia només quinze anys. Conroy explicava que l'atmosfera a casa seva era conflictiva, amb el seu pare sovint ebri, la qual cosa el feia agressiu, i constants baralles entre el patriarca i els seus fills grans (bastant majors que Conroy). Quan l'actor tenia catorze anys, la seva unitat familiar s'havia vist reduïda a la seva mare, el seu pare, i ell mateix; fou al voltant d'aquest temps que la seva mare, sempre passiva i carinyosa, començà també a abusar l'alcohol. Poc després, la mare de Conroy es mudà amb la seva germana, fugint del seu marit, i Conroy també marxà de casa, després d'intensos problemes familiars (incloent un intent de suïcidi del seu pare quan l'actor tenia setze anys). De fet, Conroy es graduà de l'institut abans de temps, mentre vivia a casa d'un amic.
Conroy es formà en les arts escèniques a Julliard, beneficiant-se d'una beca atorgada quan tenia disset anys. Notablement, mentre estudiava, va compartir vivenda amb Robin Williams, i formà una amistat amb Christopher Reeve, qui més tard interpretaria el paper de Superman a la gran pantalla.

## Carrera

### Teatre
Després de graduar-se de Julliard, Conroy aparegué a variades representacions, principalment com a part de l'Acting Company de John Houseman, una companyia formada per graduats de Julliard, i el tour estatunidenc de Deathtrap, una obra d'Ira Levin. Conroy actuà a diverses obres shakespearianes al Old Globe Theatre, a San Diego, California, i a algunes representacions a Broadway, entre elles Eastern Standard, de Richard Greenberg. Més endavant, Conroy compartiria que es sentia especialment orgullós del seu paper en aquesta última obra (un productor de televisió que havia d'amagar el seu diagnòstic de SIDA), ja que, l'actor explicava, en aquella època estava assistint a molts funerals d'amics seus víctimes de la malaltia. Conroy digué, de la catàrsis emocional de l'obra, que era una demanda, una manera de dir “Mireu el que ens està passant! Ajudeu-nos!”.

### Televisió i cinema
En els anys seguint la seva graduació, però, Conroy s'adonà de que una carrera exclusivament teatral era insostenible, i decidí començar a treballar, en part, en televisió per poder mantenir-se. Tingué papers a sèries com Otro Mundo o Kennedy (aquesta última l'atorgà cert nivell de reconeixement a un nivell més general) i a pel·lícules televisives com How_to_Pick_Up_Girls! i Born Beautiful.
Mentre rodava Tour_of_Duty, una sèrie seguint un grup de soldats de la guerra del Vietnam, Conroy, que apareixia a pocs episodis i, per tant, no havia d'estar sempre als sets, decidí visitar diferents associacions de veterans, per poder escoltar els soldats i intentar ajudar en allò que pogués.

### Actuació de veu
Després de la mort del seu pare, Conroy hagué de tenir cura, en certa manera, d'un dels seus germans. Es mudà per viure més a prop d'ell, i hagué de deixar de banda la carrera televisiva: tornà a centrar-se en el teatre, i fou també en aquesta època que comença a plantejar-se més l'actuació de veu. El seu paper d'aquest tipus més conegut és, sense dubte, el de Batman, però Conroy també tingué aparicions a altres produccions serials, entre elles The Real Adventures of Jonny Quest, i videojocs, com ara Crusaders of Might and Magic i Max Payne 2: The Fall of Max Payne.

### Veu de Batman
L'any 1992 Warner Bros decidí aprofitar la popularitat de Batman, reavivada per les pel·lícules de Tim Burton, i iniciar la producció de Batman: La serie animada, que es convertí en la primera sèrie d'animació d'alt pressupost (l'empresa duplicà les xifres pressupostàries habituals). La directora de veu del projecte, Andrea Romano, havia presenciat més de 500 audicions quan un company li parlà de Conroy, un actor shakespearià que l'havia captivat a una de les seves representacions. Conroy realitzà una audció, i fou contractat pràcticament al moment.
Conroy mai no havia prestat gaire atenció als còmics, no sabia res de Batman. De fet, l'actor sovint comentava que quan es trobà per primera vegada amb els creadors de la sèrie animada els va dir que el seu únic contacte amb el personatge havia estat la sèrie de televisió dels anys 60, i els productors immediatament li explicaren que la seva visió no tenia res a veure. En els cinc minuts que Conroy tingué per preparar l'audició, l'home va prendre una decisió que canviaria el personatge de Batman per sempre: establí dues veus molt definides i distingides pel superheroi i la seva identitat secreta, Bruce Wayne. Tot i que Michael Keaton ja havia fet quelcom similar a les pel·lícules de Burton, Conroy utilitzava la diferència entre les veus no només com una eina per amagar l'identitat de l'heroi, sinó com una distinció entre les dues personalitats que el personatge interpretava, una representació de la seva dualitat de caràcter.
L'actor explicà, més endavant, que era aquesta mateixa dualitat, el fet que Bruce Wayne havia d'amagar una gran part de la seva vida, que el feu connectar amb el personatge i donà a la seva interpretació tant valor emocional: Conroy compartí que, com a home gay criat a una estricta família catòlica durant els anys 60, ell mateix estava acostumat a haver d'ocultar parts de si mateix. A més a més, Conroy també utilitzà les seves experiències i complicada relació amb el seu pare per inspirar el seu retrat de Batman.
Després del final de la sèrie l'any 1995, Conroy seguí donant veu al justicier durant anys, de manera recurrent en projectes com The Justice League i Batman from the future, i amb puntuals cameos a sèries com Batman:_The_Brave_and_the_Bold i Teen Titans Go!. Més recentment, Conroy tingué cameos a les sèries live-action Batwoman, on interpretà a Bruce Wayne en persona, i Crisis Aftermath, on aparegué com ell mateix.
Però la seva encarnació de Batman no es quedà només en televisió: Conroy posà veu a l'heroi a múltiples videojocs, com ara The Adventures of Batman & Robin i Batman: Vengeance.

## Vida personal
Conroy era gay, però passà gran part de la seva vida –i carrera– amagant-ho, donada l'homofòbia de l'època, en general, i de la indústria en què treballava, específicament. L'actor feu pública la seva orientació sexual per primera vegada a 2016, en una entrevista amb el New York Times, i a 2022, pocs mesos abans de morir, compartí el seu íntim viatge personal a la història curta il·lustrada Finding Batman, que formà part d'una antologia de còmics de temàtica LGBTQ de DC Comics per celebrar el Mes de l'Orgull. Després de la seva mort, es revelà que Conroy havia estat casat amb Vaughn C. Williams, que fou qui confirmà la seva defunció.

## Aparicions teatrals, televisives, cinematogràfiques i a videojocs

### Teatre
| ANY  | OBRA                      | PERSONATGE        | TEATRE                                           |
| ---- | ------------------------- | ----------------- | ------------------------------------------------ |
| 1978 | King Lear                 | Edgar             | American Place Theatre                           |
| 1979 | Deathtrap                 | Clifford Anderson | US National Tour                                 |
| 1980 | Hamlet                    |                   | Old Globe Theatre                                |
| 1981 | King Lear                 | Edmund            | Lowell Davis Festival Theatre                    |
| 1981 | Much Ado About Nothing    | Claudio           | Lowell Davis Festival Theatre                    |
| 1981 | Lolita                    | Dick              | Brooks Atkinson Theatre                          |
| 1982 | A Midsummer Night's Dream | Lysander          | Delacorte Theater                                |
| 1984 | Hamlet                    | Hamlet            | New York Shakespeare Festival Public Theater     |
| 1984 | Come Back, Little Sheba   | Turk              | Roundabout Theatre Stage I (23rd Street Theater) |
| 1989 | Eastern Standard          | Peter Kidde       | John Golden Theatre                              |

### Televisió
| ANY         | SÈRIE                              | PERSONATGE                                      | EPISODIS |
| ----------- | ---------------------------------- | ----------------------------------------------- | -------- |
| 1980 – 1981 | Otro Mundo                         | Jerry Grove                                     | 17       |
| 1983        | Kennedy                            | Ted Kennedy                                     | 5        |
| 1984        | George Washington                  | John Laurens                                    | 1        |
| 1984 – 1985 | Search for Tomorrow                | Chase Kendall #1 / Chase Kendall                | 79       |
| 1985 – 1986 | Dinastía                           | Bart Fallmont                                   | 8        |
| 1986        | El abogado Matlock                 | Clark Harrison                                  | 1        |
| 1986        | Kay O'Brien                        | David                                           | 1        |
| 1986        | Spenser, detective privado         | Gallagher                                       | 1        |
| 1987        | Ohara                              | Cap. Lloyd Hamilton                             | 11       |
| 1987 – 1988 | Camino al infierno                 | Cap. Rusty Wallace                              | 12       |
| 1989 – 1990 | Cheers                             | Darryl Mead                                     | 2        |
| 1990        | Traficantes de noticias            | Lenny Luinsky                                   | 1        |
| 1991        | Murphy Brown                       | Roger Harris                                    | 1        |
| 1992        | Rachel Gunn, R.N.                  | Dr. David Dunkle                                | 13       |
| 1992 – 1995 | Batman: La serie animada           | Batman / Bruce Wayne / Personatges menors (Veu) | 85       |
| 1995        | The Office                         | Steve Gilman                                    | 6        |
| 1996        | The Real Adventures of Jonny Quest | Hardman (Veu)                                   | 1        |
| 1997 – 1999 | Las nuevas aventuras de Batman     | Batman / Bruce Wayne / Personatges menors (Veu) | 24       |
| 1997 – 1999 | Superman: The Animated Series      | Batman / Bruce Wayne (Veu)                      | 5        |
| 1999 – 2001 | Batman del futuro                  | Batman / Bruce Wayne / Personatges menors (Veu) | 48       |
| 2001        | The Zeta Project                   | Batman / Bruce Wayne (Veu)                      | 1        |
| 2002 – 2004 | Static Shock                       | Batman / Bruce Wayne (Veu)                      | 5        |
| 2001 – 2004 | La Liga de la Justicia             | Batman / Bruce Wayne / Personatges menors (Veu) | 37       |
| 2004 – 2006 | Justice League Unlimited           | Batman / Bruce Wayne / Personatges menors (Veu) | 18       |
| 2006        | Batman                             | John Grayson (Veu)                              | 1        |
| 2008        | Ben 10: Alien Force                | Bellicus / Guerrer #2 (Veu)                     | 1        |
| 2010        | El intrépido Batman                | Batman de Zur-En-Arrh / Fantasma Errante (Veu)  | 2        |
| 2009 – 2013 | Los hermanos Venture               | Captain Sunshine (Veu)                          | 2        |
| 2013        | Tales of Metropolis                | Batman / Bruce Wayne (Veu)                      | 1        |
| 2013        | The Daly Show                      | Batman / Bruce Wayne (Paròdia)                  | 1        |
| 2014        | Green Arrow                        | Escàner policial (Veu)                          | 1        |
| 2014        | Shazam!                            | Zeus (Veu)                                      | 1        |
| 2015        | Turbo FAST                         | Stinger (Veu)                                   | 1        |
| 2016 – 2018 | La Liga de la Justicia en acción   | Batman / Bruce Wayne (Veu)                      | 42       |
| 2017        | Justice League Action Shorts       | Batman / Bruce Wayne (Veu)                      | 10       |
| 2018        | Teen Titans Go!                    | Batman / Bruce Wayne (Veu)                      | 1        |
| 2018        | The Gang's All Here                | Frances / Barkley (Veu)                         | 1        |
| 2019        | Bienvenido al Wayne                | Prismal (Veu)                                   | 7        |
| 2019        | Scooby Doo y compañía              | Batman / Bruce Wayne (Veu)                      | 1        |
| 2019        | Batwoman                           | Batman / Bruce Wayne                            | 1        |
| 2021        | Amos del Universo: Revelación      | Mer-Man                                         | 1        |
| 2022        | He-Man y los Amos del Universo     | Hordak                                          | 1        |

### Cinema
| ANY  | PEL·LÍCULA                                          | PERSONATGE                 | TIPUS                 |
| ---- | --------------------------------------------------- | -------------------------- | --------------------- |
| 1982 | Born Beautiful                                      | Stan                       | Pel·lícula Televisiva |
| 1982 | A Midsummer Night's Dream                           | Lysander                   | Pel·lícula Televisiva |
| 1983 | A Fine Romance                                      | Phil                       | Pel·lícula Televisiva |
| 1985 | La alianza del mal                                  | Stephen                    | Pel·lícula Televisiva |
| 1988 | Instinto Asesino                                    | Dr. Steven Nelson          | Pel·lícula Televisiva |
| 1990 | Los nuevos nazis                                    | Francis Crosby             | Pel·lícula Televisiva |
| 1990 | Visiones alucinantes                                | Frank Dwight Bollinger     | Pel·lícula Televisiva |
| 1991 | Hola, cariño, estoy muerto                          | Brad Stadler               | Pel·lícula Televisiva |
| 1992 | Pasión secreta                                      | Hunter Roy Evans           | Pel·lícula Televisiva |
| 1992 | Las cadenas del deseo                               | Joe                        |                       |
| 1992 | Battle in the Erogenous Zone                        | Mondo Ray                  | Pel·lícula Televisiva |
| 1993 | Batman: La máscara del fantasma                     | Batman / Bruce Wayne (Veu) |                       |
| 1994 | Confrontación Genética                              | Cnel. Tom Valdoon          | Pel·lícula Televisiva |
| 1997 | Batman y Superman: La película                      | Batman / Bruce Wayne (Veu) | Pel·lícula Televisiva |
| 1998 | Batman & Mr. Freeze: SubZero                        | Batman / Bruce Wayne (Veu) | Directa a vídeo       |
| 1999 | Batman Beyond: The Move                             | Batman / Bruce Wayne (Veu) | Pel·lícula Televisiva |
| 2000 | Batman del futuro: El regreso del Joker             | Batman / Bruce Wayne (Veu) | Directa a vídeo       |
| 2003 | Batman: El misterio de la Batimujer                 | Batman / Bruce Wayne (Veu) | Directa a vídeo       |
| 2004 | La Liga de la Justicia: Desaventurados, la película | Batman / Bruce Wayne (Veu) | Curt directe a vídeo  |
| 2005 | The Complete Robin Storyboard Sequence              | Batman / Bruce Wayne (Veu) | Curt directe a vídeo  |
| 2008 | Batman: Guardián de Gotham                          | Batman / Bruce Wayne (Veu) | Directa a vídeo       |
| 2009 | Superman/Batman: Enemigos públicos                  | Batman / Bruce Wayne (Veu) | Directa a vídeo       |
| 2010 | Superman/Batman: Apocalipsis                        | Batman / Bruce Wayne (Veu) | Directa a vídeo       |
| 2012 | La Liga de la Justicia: Perdición                   | Batman / Bruce Wayne (Veu) | Directa a vídeo       |
| 2013 | Jay and Silent Bob's Super Groovy Cartoon Movie     | Alcalde de Redbank (Veu)   |                       |
| 2013 | La Liga de la Justicia: La paradoja del tiempo      | Batman / Bruce Wayne (Veu) | Directa a vídeo       |
| 2014 | Batman: Strange days                                | Batman / Bruce Wayne (Veu) | Curt televisiu        |
| 2014 | Batman Beyond                                       | Batman / Bruce Wayne (Veu) | Curt televisiu        |
| 2014 | El yeti: El asesino vive                            | Narrador                   | Documental            |
| 2014 | Batman: Asalto en Arkham                            | Batman / Bruce Wayne (Veu) | Directa a vídeo       |
| 2014 | Alfred                                              | Alfred (Veu)               | Curt                  |
| 2015 | Batman vs. Robin                                    | Thomas Wayne (Veu)         | Directa a vídeo       |
| 2015 | Justice League: Battle for Metropolis 4D            | Batman / Bruce Wayne (Veu) | Curt                  |
| 2016 | Yoga Hosers                                         | Canadian Bat, Man!         |                       |
| 2016 | Batman: La broma asesina                            | Batman / Bruce Wayne (Veu) |                       |
| 2017 | Batman y Harley Quinn                               | Batman / Bruce Wayne (Veu) | Directa a vídeo       |
| 2019 | Justice League vs. the Fatal Five                   | Batman / Bruce Wayne (Veu) | Directa a vídeo       |
| 2020 | The Raven                                           | The Raven (Veu)            | Curt                  |
| 2022 | Lustration VR – Series 1                            |                            | Curt                  |

### Videojocs
| ANY  | VIDEOJOC                                         | PERSONATGE                                  |
| ---- | ------------------------------------------------ | ------------------------------------------- |
| 1995 | The Adventures of Batman & Robin                 | Batman / Bruce Wayne                        |
| 1996 | The Adventures of Batman & Robin Activity Center | Batman / Bruce Wayne                        |
| 1999 | Crusaders of Might and Magic                     | Drake                                       |
| 2001 | Batman: Gotham City Racer                        | Batman / Bruce Wayne                        |
| 2001 | Batman: Vengeance                                | Batman / Bruce Wayne                        |
| 2001 | Jak and Daxter: El legado de los precursores     | Pescador                                    |
| 2003 | Max Payne 2: The Fall of Max Payne               | Lord Jack / Netejador / Comando             |
| 2003 | Batman: Rise of Sin Tzu                          | Batman / Bruce Wayne                        |
| 2003 | Lords of EverQuest                               | Lord Palasa                                 |
| 2009 | Batman: Arkham Asylum                            | Batman / Bruce Wayne / Thomas Wayne         |
| 2011 | DC Universe Online                               | Batman / Bruce Wayne                        |
| 2011 | Batman: Arkham City                              | Batman / Bruce Wayne / Thomas Elliot / Hush |
| 2011 | Batman: Arkham City – Catwoman                   | Batman / Bruce Wayne                        |
| 2011 | Batman: Arkham City Lockdown                     | Batman / Bruce Wayne                        |
| 2012 | DC Universe Online: The Battle for Earth         | Batman / Bruce Wayne                        |
| 2012 | Batman: Arkham City – Harley's Revenge           | Batman / Bruce Wayne                        |
| 2013 | DC Universe Online: Home Turf                    | Batman / Bruce Wayne                        |
| 2013 | Injustice: Gods Among Us                         | Batman / Bruce Wayne                        |
| 2013 | DC Universe Online: Origin Crisis                | Batman / Bruce Wayne                        |
| 2015 | Infinite Crisis                                  | Batman / Bruce Wayne                        |
| 2015 | Batman: Arkham Knight                            | Batman / Bruce Wayne / Thomas Elliot / Hush |
| 2016 | Batman: Arkham Underworld                        | Batman / Bruce Wayne                        |
| 2016 | Batman: Arkham VR                                | Batman / Bruce Wayne / Thomas Wayne         |
| 2016 | View-Master Batman Animated VR                   | Batman / Bruce Wayne                        |
| 2017 | Injustice 2                                      | Batman / Bruce Wayne                        |
| 2018 | Lego DC Super-Villains                           | Batman / Bruce Wayne                        |
| 2022 | MultiVersus                                      | Batman / Bruce Wayne                        |

## Premis
| ANY  | PREMIS                         | CATEGORIA                                                              | NOMINACIÓ                                                    | RESULTAT  |
| ---- | ------------------------------ | ---------------------------------------------------------------------- | ------------------------------------------------------------ | --------- |
| 2001 | Annie Awards                   | Millor doblatge a una producció televisiva animada                     | Batman / Bruce Wayne a “Out of the Past” (Batman del futuro) | Nominat   |
| 2012 | Behind the Voice Actors Awards | Millor doblatge conjunt a un videojoc                                  | Batman: Arkham City                                          | Guanyador |
| 2013 | Behind the Voice Actors Awards | Millor doblatge masculí a un especial de televisió o producció per DVD | Batman / Bruce Wayne a La Liga de la Justicia: Perdición     | Guanyador |
| 2013 | Behind the Voice Actors Awards | Millor doblatge conjunt a un especial de televisió o producció per DVD | La Liga de la Justicia: Perdición                            | Guanyador |
| 2014 | Behind the Voice Actors Awards | Millor doblatge conjunt a un videojoc                                  | Injustice: Gods Among Us                                     | Nominat   |
| 2015 | Behind the Voice Actors Awards | Millor doblatge conjunt a un especial de televisió o producció per DVD | Batman: Asalto en Arkham                                     | Guanyador |
| 2015 | Play Legit's Best              | Millor actor                                                           | Batman: Arkham Knight                                        | Guanyador |
| 2017 | Behind the Voice Actors Awards | Millor doblatge conjunt a un especial de televisió o producció per DVD | Batman: La broma asesina                                     | Guanyador |
| 2018 | Behind the Voice Actors Awards | Millor doblatge conjunt a una sèrie televisiva                         | La Liga de la Justiciia en acción                            | Nominat   |
| 2018 | Behind the Voice Actors Awards | Millor doblatge conjunt a un especial de televisió o producció per DVD | Batman y Harley Quinn                                        | Nominat   |